# Poroinița, Mehedinți
Poroinița este un sat în comuna Rogova din județul Mehedinți, Oltenia, România.